# Nachal Tiv'on
Nachal Tiv'on (hebrejsky: נחל טבעון) je krátké vádí v severním Izraeli.
Začíná v nadmořské výšce necelých 100 metrů na úpatí svahů Dolní Galileji v Jizre'elském údolí, na východním okraji města Kirjat Tiv'on. Vádí směřuje k jihovýchodu, ze severu míjí vesnici Sde Ja'akov a nedaleko jihozápadního okraje města Ramat Jišaj zprava ústí do vádí Nachal Bejt Lechem.